# Монтичано
Монтича̀но (на италиански: Monticiano) е село и община в централна Италия, провинция Сиена, регион Тоскана. Разположено е на 375 m надморска височина. Населението на общината е 1565 души (към 2010 г.).